# Fiat 125

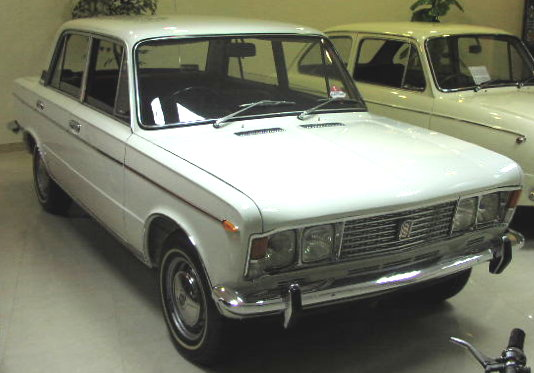
Fiat 125

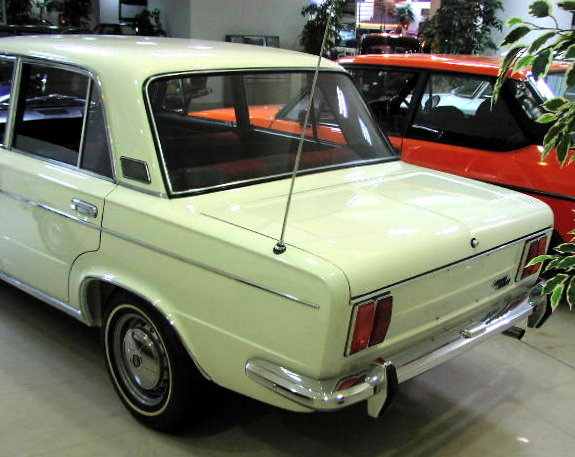
Fiat 125

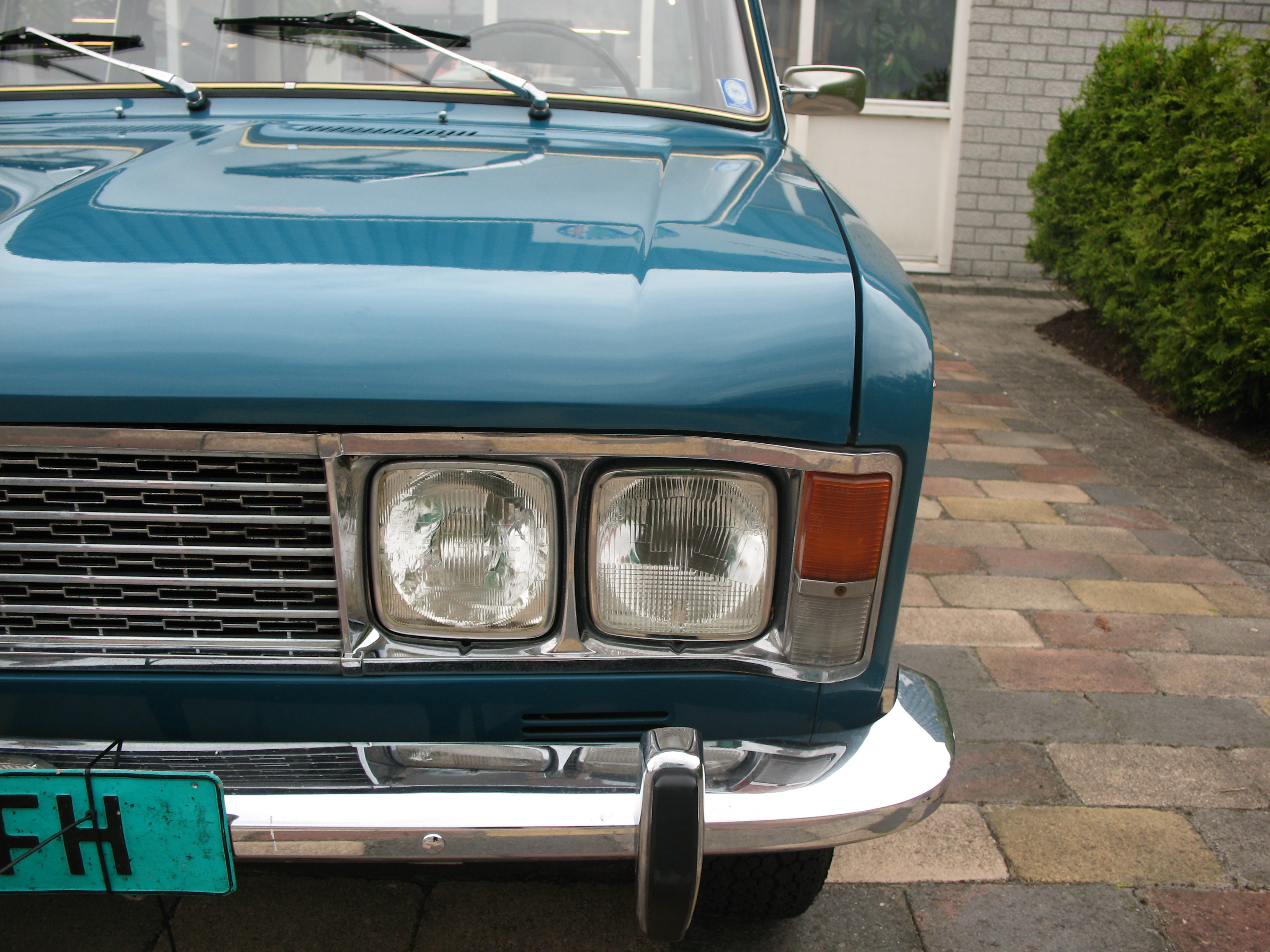

De Fiat 125 was een middenklasse sedan van het Italiaanse automerk FIAT, die in april 1967 werd geïntroduceerd. Het was de opvolger van de Fiat 1500.

## Inleiding
In tegenstelling tot hetgeen vaak wordt verondersteld is de 125 meer dan een verlengde Fiat 124. De koetswerken van beide wagens vertonen veel overeenkomsten maar onderhuids zijn er opmerkelijke verschillen. Waar de 124 vanaf de bodem nieuw was ontworpen, werd voor de 125 teruggegrepen op het onderstel van voorganger 1500. Als gevolg van deze keuze kreeg de 125 een starre achteras met half-elliptische bladveren, terwijl de 124 schroefveren had. Verder was de wielbasis van de 1500 acht centimeter langer dan bij de 124. Dit maakte het mogelijk de 125 een twintig centimeter langere carrosserie dan de 124 te geven.

## Algemene beschrijving
De Fiat 125 kan worden gezien als een sportieve gezinsauto: een ruime sedan, waar vier tot vijf personen genoeg ruimte in hebben, met een grote kofferbak. De motor (zie hieronder) zorgt daarbij voor bovengemiddelde prestaties waar het acceleratie en topsnelheid betreffen.
De carrosserie valt op door zijn hoekige vormen die het model een stoer uiterlijk geven. Ruimschoots gebruik van chroomranden en een subtiel geplaatste sierstrip op de flanken verlenen de wagen een sportief- en elegant uiterlijk. Dankzij de dubbele vierkante koplampen heeft de auto een geheel eigen karakter.
De carrosserie maakt een hoekige indruk maar wie de auto nader beschouwt, kan zien dat de carrosserielijnen bijna nergens recht lopen. Ook de lichte kromming in de kozijnlijn, die zich in een beweging voortzet in voor- en achterschermen.
Een opmerkelijk gegeven is dat de auto met een lengte van 4,22 meter feitelijk niet zo groot is, doch een forse indruk maakt.
Het interieur is eveneens zeer verzorgd vormgegeven en afgewerkt. Zo bestaat het dashboard over de volle breedte uit een paneel van kunsthout met voor de bestuurder een verhoging waarin zich twee grote ronde instrumenten bevinden bestaand uit de snelheidsmeter en motorinstrumenten met geintregeerd uurwerk. Bij versies met een toerenteller is deze op de plaats van het uurwerk ingebouwd, terwijl het uurwerk als een sierlijk klokje midden op het dashboard is geplaatst; en klassiek ogend geheel. Verder treffen we goed afgewerkte deurbekleding aan, waar chroomstrips voor een chique toets zorgen.
In zijn tijdsbeeld was de 125 behoorlijk luxe en compleet: traploos verstelbare rugleuningen van de voorstoelen, vloertapijt, kaartleeslampje, verlichting in kofferbak en motorruimte, ruitenwissers met intervalstand, ventilator met twee snelheden, handgas en naar opzij uitklapbare zonnekleppen.
De stoelen waren in de eerste series bekleed met kunstleer, later geheel of gedeeltelijk met stof. Op het eerste gezicht ziet het meubilair er wat sober uit, doch zijn zij confortabel door de relatief lange zittingen. Hoofdsteunen ontbraken in die tijd nog.

## Motor
De Fiat 125 was voorzien van een 1608 cc benzinemotor met twee bovenliggende nokkenassen die 90 DIN-pk leverde. De in- en uitlaatkleppen stonden in een hoek van 90 graden tegenover elkaar. Bovendien konden verbrandingskamers bolvormig gemaakt worden met een het midden van de cilinderkop geplaatste bougie. De nokkenassen werden aangedreven door een kunststof riem met inwendige vertanding (en niet meer door een lawaaiige ketting). In 1967 was het zeer ongebruikelijk om een dergelijke motor in een betaalbare gezinswagen te plaatsen. De 125 was dan ook een belangrijke concurrent voor de Alfa Romeo Giulia 1600, die van vergelijkbare techniek was voorzien. De Alfa was alleen drieduizend gulden duurder dan de Fiat, wat de laatste wel de bijnaam "poor man's Alfa" opleverde. Bijna alle hedendaagse motoren werken nog steeds (ongeveer) volgens dit principe.

## Veiligheid
De 125 was een voor die tijd een behoorlijk veilige auto. De auto had voor en achter kreukelzones, verstevigingen in dak en dakstijlen, een relatief zacht, gepolsterd dashboard zonder veel al te ver uitstekende delen en bekrachtigde schijfremmen rondom. Bovendien was het remsysteem gescheiden uitgevoerd. Het contactslot (links aan de stuurkolom!) was hoog geplaatst zodat de chauffeur bij een aanrijding niet snel zijn knieschijf zou verbrijzelen op het sleuteltje. De auto was voor die tijd weinig zijwindgevoelig.
In dit verband is de waardering van de veiligheidsaspecten van auto's in het boek 'Autotest 1969' interessant. De geteste wagens konden maximaal 100 punten halen. De Volvo 144 en de Saab 99 kwamen met 85 punten als beste uit de bus, gevolgd door de Fiat 125 met 82 punten. Ter vergelijking: concurrenten als de Ford Cortina 1600 GT, de Alfa Giulia en de Peugeot 404 behaalden 74 punten.

## 125 Special
De Fiat 125 Special werd in 1968 geïntroduceerd. De motor was op diverse punten gewijzigd. Zo was de compressieverhouding verhoogd en had het spruitstuk een ander vorm gekregen. Hierdoor steeg het vermogen tot de in die tijd magische grens van 100 DIN-pk. De auto was standaard voorzien van een 5 versnellingsbak en het interieur was luxueuzer afgewerkt. Uiterlijk onderscheidde de Special zich door meer chroomaccenten en andere sierstrips. De Special haalde een top van 170 km/u, 7 meer dan de standaard 125. De acceleratie van 0-100 in 11,2 s was voor die tijd snel te noemen.
In 1971 werd de Special gemoderniseerd. De stads- en knipperlichten verhuisden van hun plaats naast de koplampen naar een plek onder de voorbumper, zodat de grille iets breder kon worden. De bumpers kregen een stootrand over de volle breedte, in plaats van rozetten. Aan de achterzijde werden grotere achterlichten gemonteerd.
De 'gewone' 125 heeft in zijn levensloop geen wijzigingen van belang ondergaan.

## Populariteit
Het publiek was aanvankelijk zeer enthousiast en ook de pers roemde de 125. Autotest 1969 schreef: "langdurige, hoge snelheden kunnen zonder bezwaar gereden worden, bijzonder goed zicht rondom, met conventionele vering en wielophanging is de wegligging werkelijk uitstekend." Motor (Engeland) 15 maart 1969: "The wonderfully refined engine of the Fiat 125 which sounds and feels unburstable." Wheels (Australië) juli 1968: "Here the Fiat is excellent where enthusiastic heel and toeing is adequately catered for." Maar het enthousiasme verdween snel, doordat de auto snel roestte. De Italiaanse regering had met Rusland afgesproken dat men Russisch staal geleverd zou krijgen in ruil voor technische expertise.

## Einde van de productie

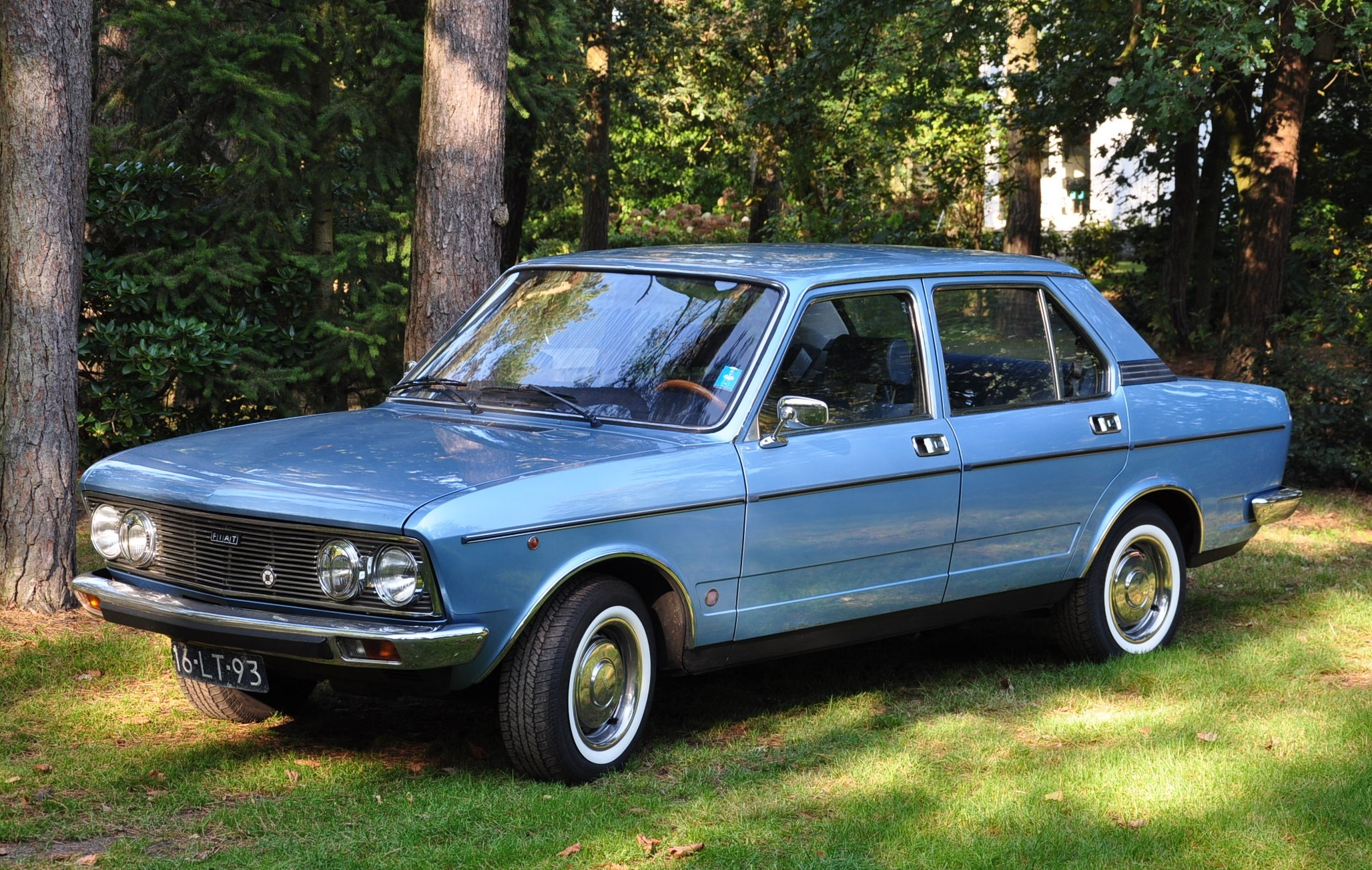
Een Fiat 132, opvolger van de 125

Juni 1972 werd de productie van de 125 in Italië definitief beëindigd. De laatste exemplaren waren alleen nog de Special-uitvoeringen, de productie van de 125 N(ormale) was al eerder gestopt. Er zijn in totaal meer dan 600.000 exemplaren gebouwd. De opvolger was de 132, maar velen vonden dat deze auto door tegenvallend weggedrag en design maar een matige opvolger was van de gezinssportwagen.

## Licentiemodellen
De 125 werd vanaf 1967 in Polen als Polski Fiat 125p geïntroduceerd. Er zijn diverse verschillen met het Italiaanse voorbeeld te noemen. De Poolse versie moest het doen met de oude 1300 en 1500-motoren. Het dashboard leek met een langwerpige snelheidsmeter op dat van de Fiat 1500. De karakteristieke vierkante koplampen waren vervangen door ronde exemplaren en de sierstrip op de flanken ontbrak. Verder stond de wagen hoger op zijn wielen om op slechte wegen beter uit de voeten te kunnen. Al met al miste de 125p het raffinement van de Italiaanse 125. Dit neemt niet weg dat de 125p in het Oostblok een populaire rallyauto werd. Een Poolse equipe behaalde in 1972 zelfs de eerste plaats in de 1600 cc-klasse in de Rally van Monte Carlo. De 125p kende twee modellen die in Italië nooit zijn gebouwd: een stationwagen en een pick-up. De Polski Fiat is vanaf 1971 ook in Nederland leverbaar geweest. De eerste jaren bij de Fiatdealer, later via een eigen dealerorganisatie. De 125p werd ook in Joegoslavië (Zastava) en Egypte (Nasr) geassembleerd. In 1991 produceerde FSO de laatste 125p.
Het Spaanse Seat, dat vele Fiatmodellen in licentie heeft gebouwd, heeft de 125 nooit in productie gehad. Interessant is wel om te vermelden dat Seat in 1968 speciaal voor de Spaanse markt een 124 in 125-trim ontwikkelde. De uitmonstering omvatte onder meer de vierkante koplampen, het dashboard, het stuur en de sierstrip. De motor was een naar 1438 cc opgeboorde versie met 70 pk uit de 124. Die een topsnelheid behaalde van 162 km/u, die ruim boven de fabrieksopgave van 155 km/u lag! De dubbelnokker zoals de FIAT 125 werd in de 1430-1600 Especial-versie leverbaar. Deze haalde een topsnelheid van 178 km/uur. In Spanje werd deze Seat 1430 een groot succes, dat pas in 1980 ten einde kwam. De 1430 is midden jaren 70 ook nog een paar jaar in Nederland leverbaar geweest bij de Fiatdealer als Seat 124D.
In 1972 werd de complete productielijn van de 125 van Italië naar Argentinië verscheept om de daar sinds 1969 geproduceerde Fiat 1600 te vervangen (de 1600 leek sterk op de 125, op de grille en de motor na). De 125 zou in Argentinië tot 1980 bijna ongewijzigd worden doorgebouwd. In 1980 werd de 125 drastisch gewijzigd. Zo kwamen er grote rechthoekige koplampen en verdween de sierstrip. Curieus is dat de typeaanduiding werd veranderd in Mirafiori, maar met de Fiat 131 had de wagen niets gemeen. De 125 werd geëxporteerd naar verschillende andere landen in Zuid-Amerika. In 1982 ging de 125/Mirafiori definitief uit productie, maar in Argentinië zijn er nog vele liefhebbers van de auto die er een levendig clubleven op nahouden.
Huidige modellen: 
124 Spider ·
500 ·
500e ·
500L ·
500X ·
600 ·
Aegea ·
Argo ·
Cronos · 
Doblò · 
Ducato ·
Fiorino ·
Fullback ·
Linea ·
Palio · 
Panda · 
Punto · 
Qubo ·
Scudo · 
Siena ·
Strada ·
Tipo · 
Ulysse
Historische modellen na de Tweede Wereldoorlog: 
124 · 
125 · 
126 · 
127 · 
128 · 
130 · 
131 · 
132 · 
133 · 
147 · 
148 · 
242 ·
500 ·
600 · 
600 Multipla · 
850 · 
1100 · 
1200 · 
1300/1500 · 
1400/1900 · 
1800/2100 · 
2300 · 
Albea ·
Argenta · 
Barchetta · 
Bianchina ·
Bravo · 
Brío · 
Campagnola · 
Cinquecento · 
Coupé · 
Croma · 
Dino · 
Duna · 
Elba ·
Fiorino ·
Freemont ·
Grande Punto ·
Idea ·
Marea · 
Marengo · 
Mod 5 · 
Multipla · 
Oggi · 
Panorama · 
Penny · 
Prêmio · 
Regata · 
Ritmo · 
Sedici ·
Seicento · 
Spazio · 
Stilo ·
Talento · 
Tempra · 
Tipo · 
Turbina · 
Uno · 
Vivace · 
X1/9
Historische modellen voor de Tweede Wereldoorlog: 
1 · 
1T · 
10 HP · 
12 HP · 
24 HP · 
2B Torpedo · 
4 HP · 
501 · 
502 · 
503 · 
505/507 · 
508 · 
509 · 
510/512 · 
514 · 
515 · 
518 · 
519 · 
520 · 
521 · 
522 · 
524 · 
525 · 
527 · 
60 HP · 
70 · 
801 · 
1100 · 
1500 · 
2800 · 
Brevetti · 
Laundolet · 
Modello O · 
Tipo 2 · 
Tipo Torpedo · 
Topolino · 
Zero